# Acid Bath
Acid Bath é uma banda seminal de sludge metal americana de Houma, Louisiana que esteve ativa de 1991 até 1997, até se reunirem em 2024. Acid Bath combina as raízes do doom metal com influências de black metal, death metal, gothic rock, blues, folk, e country.
Numa entrevista à Pit Magazine, o vocalista Dax Riggs classificou seu som como "death rock" (referindo-se à morte como tema musical predominante ao em vez de deathrock), e também classificou o som da banda como uma mistura de stoner metal e doom metal. Em outra entrevista o guitarrista Sammy Duet descreveu seu som como "hardcore gótico". A banda também possuía algumas influências do Grunge, e era mais evidente nos vocais limpos de Dax Riggs.

## Biografia
Acid Bath foi uma junção de duas bandas, Dark Karnival que continha Audie Pitre, Sammy "Pierre" Duet, e Tommy Viator, e a banda Golgotha com Dax Riggs, Mike Sanchez, Jimmy Kyle, e Jerry "Boon" Businelli. Os baixistas do Golgotha estavam em mudança constante terminando com Chad Pierce, que seria sucedido por Pitre na formação do Acid Bath. Tommy Viator foi substituído por Jimmy Kyle na bateria, mas voltaria futuramente para tocar teclado perto do fim da carreira da banda. Joseph J. Fontenot foi baixista por um curto período de tempo.
Acid Bath formou-se em 1991. A banda baseava-se no sul de Nova Orleães em várias cidadezinhas incluindo Houma, Thibodaux,Morgan City e Galliano. Influenciados por thrash metal e também bandas e artistas como Black Sabbath, Alice Cooper, Celtic Frost, Carcass e Darkthrone, gravaram sua primeira demo Hymns of the Needle Freak com seu empresário e produtor Keith Falgout em 1993. O poder da demo os ganhou um contrato com a gravadora independente Rotten Records. Eles então lançaram  When the Kite String Pops produzido por Spike Cassidy em 1994, seguido dois anos depois pelo seu trabalho final Paegan Terrorism Tactics (também produzido por Keith Falgout). Nenhum os deu sucesso mainstream mas os dois álbuns foram altamente aclamados na cena underground. Em 2005, outro álbum, composto inteiramento por suas demos foi lançado Demos: 1993 - 1996.

## Separação e projetos subsequentes
Após dois álbuns de estúdio, a carreira do Acid Bath teve um fim repentino em 23 de janeiro de 1997, quando o baixista Audie Pitre e seus pais foram mortos por um motorista bêbado que havia ultrapassado uma placa de pare. Kelly Pitre, irmão de Audie, foi o único dos quatro membros da família a sobreviver ao acidente, saindo somente com uma costela quebrada e uma pequena fratura no pescoço.
Enquanto rumores de um novo álbum surgiam após o fim da banda, nada de novo apareceu. O suposto álbum chamaria-se Killer Rat Poison. Tommy Viator tocaria teclado nesse álbum. Sammy Duet teria dado algumas cópias para alguns amigos próximos pois ele teria usado alguns riffs nos primeiros álbuns do Goatwhore.
Tommy Viator tocou bateria no álbum Dreams of the Carrion Kind da banda Disincarnate com o conhecido guitarrista de death metal James Murphy. Dax Riggs e Mike Sanchez criaram a banda Agents of Oblivion, lançando apenas um álbum auto-intitulado em 2000 e terminando pouco tempo depois. Também em 2000, Riggs também foi frontman da banda de swamp rock Deadboy & the Elephantmen, antes de lançar material sob seu próprio nome em 2007. Sammy Pierre Duet foi membro da banda Crowbar, mas saiu da banda em 2002. Atualmente é membro da banda de blackened death metal Goatwhore e Ritual Killer e sua banda de doom metal com Kelly Pitre (irmão de Audie) Vual. Sammy Duet é um abertamente satanista desde os tempos do Acid Bath. Audie formou uma banda de metal em 1995, misturando vocais de black metal com o som pesado de vários baixistas e sem guitarras, conhecida como Shrüm. Tommy Viator e Joseph Fontenot também eram membros do Shrüm. Shrüm utilizava dois baixos com distorção grave, e Fontenot alternava entre distorção aguda e baixo limpo. Fontenot mais tarde tocou baixo por dois anos com a banda Devourment. Joseph Fontenot hoje é um sargento no Exército dos Estados Unidos.
Em 2014, começaram rumores de que a banda estaria se reunindo com um novo vocalista pois, Jimmy Kyle procurou o vocalista do Slipknot,  Corey Taylor, com uma mensagem bastante vaga dizendo "Acid Bath está a procura de um vocalista. Por favor mandar Mp3, demos, videos ou qualquer links de música performando músicas do Acid Bath." No entanto, estes rumores foram negados por outros membros da banda dizendo que "não há ACID BATH sem [falecido baixista] Audie Pitre, por isso nunca haverá ‘novo’ material do ACID BATH." e que "Atualmente, a maior parte dos membros remanescentes do ACID BATH — Jimmy, Mike, e eu — estamos considerando a possibilidade de fazer alguns shows no futuro, como uma banda de tributo ao ACID BATH mas nada foi escrito em pedra, é apenas uma ideia."

## Estilo musical e legado
Acid Bath é conhecido por misturar o sludge metal influenciado pelo grindcore, com uma mistura de vocal gutural e um vocal estilo gótico/grunge e passagens com violão, e também o uso de samples e poesia spoken word. A banda usava samples de filmes controversos como Blue Velvet e A Clockwork Orange. Os vocais de Dax Riggs eram processados, que produziam um sentimento industrial; alguns outros instrumentos foram processados através de efeitos industriais nas gravações (como a caixa da bateria na segunda metade de "New Death Sensation"). Umas das várias marcas registradas era como eles criavam várias mudanças de andamento e trabalhavam-as nas estruturas das músicas. Suas experimentações partiam em territórios diversos. A música "Scream of the Butterfly" é um blues acústico com o baterista usando pedal duplo no final da música. A música "The Bones of Baby Dolls" experimenta com música folk, e a música  "Dead Girl" foi descrita como uma música country por Dax Riggs.
As letras de Dax Riggs são frequentemente poéticas, geralmente demonstrando uma obsessão pela morte, uso de drogas, doenças mentais, humor negro, cultura regional de Louisiana, e referências continuas ao animismo e também paganismo, niilismo, e misantropia. Ele disse que estas inspirações são tiradas de histórias em quadrinhos, principalmente as escritas por Frank Miller, Alan Moore, e Clive Barker, e também expressou admiração por ANSWER Me! e Boiled Angel. William York do Allmusic disse que a música "Venus Blue" poderia ter sido um sucesso nas radios "se não fosse pelas letras gráficas". Outra faceta de sua de sua apresentação que pode ter afastado o agraciamento popular foi o uso das artes de John Wayne Gacy e de Jack Kevorkian. Pela controvérsia com a arte de Kevorkian "For He Is Raised" no álbum, Paegan Terrorism Tactics foi inicialmente banido na Austrália. Desde então o banimento já foi removido. A capa do EP de 1994 intitulada simplesmente Edits continha a arte de Ricardo Ramírez. a capa da compilação de 1996 intitulada Radio Edits continha a arte de Kenneth Bianchi. A música "Diäb Soulé" ("Diabo Bêbado" em Francês-Cajun) começa com um sample de Jim Jones do People's Temple gritando. A música  "Toubabo Koomi" é Francês cajun para "Terra dos Canibais Brancos".
Apesar de terem lançado apenas dois álbuns, e também algumas edições de rádio em também um DVD Bootleg, Acid Bath ganhou uma forte base de seguidores (especialmente em Louisiana) devido à natureza única e experimental de suas músicas.

## Membros

### Última formação
- Sammy "Pierre" Duet – guitarra, backing vocals
- Mike Sanchez – guitar, backing vocals
- Jimmy Kyle – bateria
- Dax Riggs – vocais

### Membros antigos
- Audie Pitre – baixo, backing vocals (1991–1997)
- Joseph Fontenot – baixo (1991–1992, 1997)
- Tommy Viator – drums, keyboard. (1996–1997)

## Discografia

### Álbuns e compilações
- When the Kite String Pops (1994)
- Paegan Terrorism Tactics (1996)

### Demos
- Wet Dreams of the Insane (Golgotha demo) (1991)
- Screams of the Butterfly (1992)
- Demo II (1993)
- Hymns of the Needle Freak (1993)
- Liquid Death Bootleg (1993)
- Radio Edits 1 (1994)
- Radio Edits 2 (1996)
- Paegan Terrorism Tactics Outtakes (1996)
- Demos: 1993-1996 (2005)

### Videos
- "Apocalyptic Sunshine Bootleg" (1994)
- "Toubabo Koomi" (1994)
- "Double Live Bootleg!" DVD (2002)